# Valeriano
Públio Licínio Valeriano (c. 199 – 260 ou 264), foi imperador romano desde 253 até 260, durante a crise do terceiro século.
Ao contrário de outros usurpadores durante a crise do terceiro século, Valeriano pertencia ao patriciado romano; dividiu a defesa militar do império com seu filho Galiano, assumindo o encargo do Oriente, onde ao combater o Império Sassânida, foi derrotado e capturado pelo inimigo, morrendo no cativeiro. Em 260, Valeriano foi feito prisioneiro por Sapor I, soberano do Império Sassânida, enquanto tentava negociar um acordo de paz. Foi o único imperador a sofrer este destino e se dizia que fora esfolado e transformado num banquinho para os pés.
Outros estudiosos modernos alegam que Sapor I enviou Valeriano e seus soldados para cidade de Bixapur ou Gundixapur onde viveram em relativamente boas condições. Como havia um grupo de engenheiros romanos, Sapor construiu o Dique do César, que é considerada a obra romana mais oriental.

## Vida
Pouco se sabe acerca da vida de Valeriano quando jovem. A primeira aparição nos registros de Valeriano se deu em 238, como um ex-cônsul e princeps senatus negociando com a embaixada enviada a Roma por Gordiano I para assegurar  os interesses de Gordiano contra o pleito de Maximino Trácio pelo império. Em 253 ele estava comandando em Raetia quando Treboniano Galo mandou-o trazer legiões da Gália para Itália para combater as forças de Emiliano. Após a derrota de Emiliano, as tropas de Treboniano se juntaram às de Valeriano e o proclamaram Imperador.